# Nemopalpus patriciae
Nemopalpus patriciae är en tvåvingeart som först beskrevs av Alexander 1987.  Nemopalpus patriciae ingår i släktet Nemopalpus och familjen fjärilsmyggor.
Artens utbredningsområde är Colombia. Inga underarter finns listade i Catalogue of Life.